# Cardiospermum grandiflorum
Cardiospermum grandiflorum é uma espécie de planta com flor pertencente à família Sapindaceae. 
A autoridade científica da espécie é Sw., tendo sido publicada em Nova Genera et Species Plantarum seu Prodromus 64. 1788.

## Portugal
Trata-se de uma espécie presente no território português, nomeadamente no Arquipélago da Madeira.
Em termos de naturalidade é introduzida na região atrás indicada.

## Protecção
Não se encontra protegida por legislação portuguesa ou da Comunidade Europeia.